# Tulipa sosnowskyi
Tulipa sosnowskyi là một loài thực vật có hoa trong họ Liliaceae. Loài này được Achv. & Mirzoeva miêu tả khoa học đầu tiên năm 1950.